# Anaspis trifasciata
Anaspis trifasciata is een keversoort uit de familie bloemspartelkevers (Scraptiidae). De wetenschappelijke naam van de soort is voor het eerst geldig gepubliceerd in 1860 door Auguste Chevrolat.